# تازيتة
تازيتة قرية جبلية تبعد عن مدينة وزان المغربية بالشمال الغربي للبلاد بحوالي 30 كلم وتتبع إداريا لقيادة سيدي رضوان عمالة إقليم وزان وتنتمي القرية إلى قبيلة بني مستارة أو بني مسارة وأغلب سكانها ينحدرون من قرية الزواقين.

## نبذة
تتنوع تضاريس تازيتة بين هضاب وتلال، ويحتل النشاط الزراعي أهم عناصر اقتصادها إضافة لتربية المواشي، إذ تعتمد زراعتها على الحبوب (القمح والشعير) والعلف والبطيخ والفول والحمص وتتكاثر بها أشجار التين والزيتون هذا مع استفادتها من الامتداد الطبيعي الذي يشكل مجالا لرعي الماشية المعروف محليا باسم (الرووف).
تتواجد بتازيتة عدة منابع مائية وعيون من بينها عين مولاي الطيب، وعين الجامع، وعيون خمسة، وعيون التلاثا، وعين الغراب وعين الخروف وعين سمارة.